# Onuphre de Pskov
Pour les articles homonymes, voir Onuphre.
 (décembre 2024).
Si vous disposez d'ouvrages ou d'articles de référence ou si vous connaissez des sites web de qualité traitant du thème abordé ici, merci de compléter l'article en donnant les références utiles à sa vérifiabilité et en les liant à la section « Notes et références ».
Onuphre de Pskov ou Onuphre d'Izborsk (Онуфрий Мальский, Онуфрий Изборский) est un moine russe orthodoxe canonisé par l'Église orthodoxe russe. Il est le fêté le 12 juin dans le calendrier julien.

## Hagiographie
Il est disciple du moine Euphrose de Pskov sur l'île Senny du lac Malksoïe à quatre verstes d'Izborsk. Onuphre y mène une vie d'ermite loin des écarts du monde et d'autres moines viennent se joindre à lui. Il meurt le 12 juin 1492 (selon le calendrier julien) et est inhumé dans l'église de la Nativité du monastère du Sauveur-et-de-la-Nativité du lac Malskoïe. Son disciple Auxence lui succède.
La mémoire d'Onuphre se célèbre le premier dimanche après le jeûne de saint Pierre.